# The Cabox
The Cabox ist ein Berg im Westen der kanadischen Insel Neufundland. Er liegt unmittelbar an der Küste, etwa 30 km westlich der Stadt Corner Brook. Mit einer Höhe von 812 m ist The Cabox der höchste Berg Neufundlands. Er bildet den Hauptgipfel des Hügelzugs Lewis Hills in den Long Range Mountains.
Der Berg wurde im Präkambrium durch die Plattentektonik geformt, als vor 570 Millionen Jahren der Superkontinent Rodinia zerbrach.